# Regione del Vardar
La regione del Vardar è una delle regioni di sviluppo della Macedonia del Nord situata nel centro del paese e confina con la Grecia. Comprende 7 comuni. Deve il nome al fiume Vardar che scorre per tutta la regione.

## Comuni
1. Čaška
2. Demir Kapija
3. Gradsko
4. Kavadarci
5. Negotino
6. Rosoman
7. Veles

## Società

### Evoluzione demografica
In base al censimento del 2002 la regione conta 133.248 abitanti, la meno popolosa tra tutte.
| Anno | Popolazione | Differenza |
| ---- | ----------- | ---------- |
| 1994 | 130,793     | N/A        |
| 2002 | 133,248     | +2.95%     |

### Etnie e minoranze straniere
In base al censimento del 2002 la popolazione è così divisa dal punto di vista etnico:
|          | Numero  | %     |
| TOTALE   | 133248  | 100   |
| Macedoni | 117,044 | 87.83 |
| Albanesi | 5,127   | 3.62  |
| Turchi   | 2,871   | 2.15  |
| Bosniaci | 2,869   | 2.15  |
| Serbi    | 1,386   | 1.04  |
| Rom      | 1,259   | .94   |
| altri    | 2,692   | 2.02  |